# Strafgesetzbuch (Niemcy)
Strafgesetzbuch (skrót: StGB) – kodeks karny obowiązujący na terenie Niemiec.